# Køge
Køge est une municipalité de Sjælland, dans l'Est du Danemark. C'est une ville côtière, située à 39 km au sud-ouest de Copenhague.

## Histoire
En 2014, les traces d'une forteresse circulaire viking ont été découvertes dans un champ à l'ouest de la ville. Cette forteresse ressemblerait à celle de Trelleborg,.
La ville a été officiellement fondée en 1288, lorsque Køge est devenu une ville commerçante, par opposition au centre ecclésiastique de l'époque, Roskilde : elle a été une importante ville marchande à la fin du Moyen Âge.
Au cours de la chasse aux sorcières locale, le Køge Huskors (1608–1615), au moins 15 personnes ont été convaincues de sorcellerie et brûlées pour cette raison.
Køge a souffert des guerres entre le Danemark et la Suède (1643–1720). En août 1807, la ville et ses environs ont été le cadre de la bataille de Køge (en) entre les troupes britanniques et danoises. Køge est demeurée une petite ville jusqu'à la fin du XIXe siècle, lorsque son industrie et sa population ont commencé à croître. Aujourd'hui, elle est le centre de la dix-huitième plus grande aire urbaine du Danemark.

## Géographie
La ville est située se les rives de l'Øresund, au fond de la baie de Køge. Elle est limitée par Roskilde et Solrød au nord et par la péninsule de Stevns au sud.
Son aire urbaine comporte, outre Køge même, les banlieues de Køge Nord
(Ølby Lyng (en) et Ølsemagle Lyng) et Hastrup et Herfølge au sud.

## Sports
La ville possède un club de football, le Herfølge Boldklub Køge (HB Køge), issu en 2009 de la fusion de l'Herfølge Boldklub et du Køge Boldklub.

## Jumelages
- Trittau (Allemagne)
- Espoo (Finlande)
- Waterford (Irlande)
- Sauðárkrókur (Islande)
- Dundaga (Lettonie)
- Klaipėda (Lituanie)
- Kongsberg (Norvège)
- Kristianstad (Suède)
- Sjöbo (Suède)

## Personnalité
- Bernhard Kamphøvener (1813-1846), botaniste, né et mort à Køge.